# アジア歴史資料センター
アジア歴史資料センター（アジアれきししりょうセンター、英: Japan Center for Asian Historical Records）は、日本国政府の機関が保管するアジア近隣諸国との関係に関わる歴史資料を提供する電子資料センター。インターネットを通じ、明治期から第二次世界大戦終結までの期間に関する情報提供を行っており、日本の国立公文書館によって運営されている。略称は「アジ歴」。アジア諸国との相互理解と相互信頼の構築、および他国と比べて遅れている歴史記録保存・公開を進める、といった目的を有している。これらの歴史記録は、例えば日本の近現代史に関する研究資料、近隣諸国との対話材料などに利用することが可能である。
2006年10月時点の公開画像は約1,270万画像であり、目録として85万3,000件のデータベースが公開されていた。アジア歴史資料センターによれば、毎年約15万件から20万件、画像数にして200万～300万画像ほどの資料が毎年追加公開されており、2011年4月の時点では、約2,246万画像、162万件の目録データを提供している。2016年3月末時点では、2,985万画像、206万件のデータを公開している。また、データ更新は四半期ごとを目処としている。
収録対象となっているのは、それぞれ日本の国立公文書館、外務省外交史料館、防衛省防衛研究所戦史研究センターが保管するアジア歴史資料であり、デジタル化に応じて順次公開されている。センターでは、これらの公的機関が所蔵する資料は2,800万画像を越えると予測している。
アジア歴史資料センターの公開資料へのアクセスは、インターネットを利用して誰でも可能である。旧センター内では閲覧室で端末を用いた閲覧も可能だったが、事務所移転にともない、インターネット公開という特殊性から閲覧室は廃止された。画像はDjVu、JPEG 2000の2形式により保存・公開されていたが、PDF・JPEG方式へと移行した。

## 歴史
1994年に村山内閣が発表した平和友好交流計画の一つとして、計画がスタートした。1999年11月、日本政府が所有するアジア歴史資料を一般公開することを目的として、国立公文書館の一組織として設立することが閣議決定された。アジア歴史資料とは、「近現代における我が国とアジア近隣諸国等との関係に関わる歴史資料として重要な我が国の公文書その他の記録」とされた。2001年11月30日に開設。

## 資料の引用
2011年4月に施行された公文書管理法に基づき、アジア歴史資料センターの資料を出版物などで使用するにあたっては、利用申請が不要となった。ただし資料の出典は明示しなければならないとされる。また論文などへの使用に際してはアジ歴の略称と11桁のレファレンスコードを表記することが求められた。

## 評価
嘉村哲郎、加藤諭、福島幸宏は「日本におけるデジタルアーカイブ用語の文書館への伝播は博物館や図書館に先行していたわけではない」と指摘しつつ、アジア歴史資料センターについて「文書館に関連する大規模なデジタルアーカイブの動向となった」と評している。

## 所在地
当初は「東京都千代田区平河町二丁目1番2号」に事務所が置かれていたが、2011年9月12日より移転された。現所在地は以下のとおり。
- 東京都文京区本郷三丁目22番5号 住友不動産本郷ビル10階